# SNES-CD
Super NES CD-ROM System (обычно сокращается как SNES-CD), также известно как Super Famicom CD-ROM Adapter — не выпущенное в серию периферийное устройство для игровой приставки Super Nintendo Entertainment System (SNES), разработанная в партнерстве между Nintendo и Sony.
Дополнение должно было основываться на функциональности SNES и добавляло поддержку дисков формата Super Disc, основанных на CD-ROM.
Платформа должна была быть запущена в двух видах: как дополнение для стандартной SNES, а также как гибридная консоль Sony, названная Play Station. После разрыва партнерства с Sony и заключения соглашения с Philips, Nintendo издала игры для платформы CD-i, которые были приняты посредственно. Sony самостоятельно включила свои разработки в свою более позднюю консоль, также названную PlayStation, которая стала главным конкурентом преемника Super NES, основанной на картриджах Nintendo 64.

## История
Отношения между Sony и Nintendo начались с того, что инженер Sony Кэн Кутараги заинтересовался видеоиграми, увидев, что его дочь играет в игры на Famicom, игровой приставке Nintendo. Он взял контракт у Nintendo на разработку аудиоподсистемы её следующей приставки Super Nintendo Entertainment System. Кутараги тайно разработал чип, известный как Sony SPC700. Поскольку Sony не интересовалась бизнесом видеоигр, большинство его начальников не одобряли проект, но Кутараги нашел поддержку у Норио Ога, исполнительного директора Sony, и проекту был дан ход. Успех проекта побудил Nintendo вступить в партнерство с Sony, чтобы разработать и дисковое дополнение для Super NES, и брендированную Sony консоль, которая должна была играть как картриджи SNES, так и продукты, выпущенные в новом формате Super Disc.
Разработка формата началась в 1988 году, когда Nintendo подписала контракт с Sony на производство дополнительного CD-привода для SNES. После нескольких лет разработки Sony представила автономную консоль на летней выставке Consumer Electronics Show 1991 года под названием Play Station. Система должна была быть совместимой не только с существовавшими играми для SNES, но и с играми, выпущенными в формате Super Disc. Однако, из-за лицензионных разногласий с Sony, Nintendo объявила, что она сформировала альянс с конкурентом Sony, Philips, для производства дополнения SNES-CD.
Согласно их соглашению, Sony не только должна была разработать формат Super Disc, но и сохраняла контроль над ним, благодаря чему Nintendo, таким образом, уступила Sony контроль за лицензированием программного обеспечения. Чтобы противостоять этому, президент Nintendo Хироси Ямаути отправил президента Nintendo of America Минору Аракаву и исполнительного директора Говарда Линкольна в Европу, чтобы обсудить более выгодный контракт с Philips, конкурентом Sony. В июне 1991 года, на выставке Consumer Electronics Show Sony анонсировала свою Play Station, совместимую с SNES. На следующий день выставки Nintendo анонсировало свое партнерство с Philips, что стало неожиданностью для всей аудитории, включая Sony.
В то время как Nintendo и Sony пытались разобраться в своих разногласиях, несколько прототипов PlayStation было создано в различных физических формах, и заодно также разрабатывалось программное обеспечение для системы. В 1992 году была достигнута договоренность о том, что Sony может производить оборудование, совместимое с SNES, а Nintendo сохраняет контроль над играми и прибылью от них, но обе компании не восстановили разрыв между ними, и к следующему году Sony переориентировала свои усилия на разработку своей собственной консоли для следующего поколения.
В ноябре 2015 года стало известно, что был найден один из оригинальных прототипов Nintendo PlayStation. Как сообщалось, прототип был оставлен прежним главой Sony Interactive Entertainment Олафуром Йоханном Олафссоном во время его пребывания в Advanta. Бывший работник Advanta, Терри Диболд, приобрел устройство как часть лота во время аукциона по банкротству Advanta в 2009 году. Позднее система была подтверждена как рабочая, и устройство воспроизводило и картриджи Super Famicom, и тестовый картридж, который прилагался к устройству, хотя аудиовыход и CD-привод не функционировали. В марте 2016 года ретро-игровой сайт RetroCollect сообщил, что они (и влиятельные члены онлайн-сообщества эмуляции) получили от анонимного источника функциональное загрузочное ПЗУ на диске для SNES-CD.
В июле 2016 года для SNES-CD была разработана homebrew игра под названием Super Boss Gaiden. Позже, в том же месяце, Бенджамин Хекендорн на своем YouTube канале The Ben Heck Show опубликовал разбор устройства и отремонтировал привод CD-ROM до такой степени, что заработали аудиодиски, но игры можно было запускать только с картриджа. 5 мая 2017 года Хекендорн опубликовал видеоролик c полностью рабочей консолью на своем канале, где он описал процедуру, по которой он её отремонтировал, и сыграл пару homebrew игр с CD-привода консоли.
В 2020 году на одном из крупнейших в мире аукционов реликвий поп-культуры Heritage Auctions прототип совместной консоли Nintendo и Sony был продан за 360 000 долл.

## Характеристики
В июле 2016 года Бенджамин Хекендорн задокументировал процесс разборки единственного известного прототипа SNES-CD и опубликовал спецификации консоли. Экземпляр имел следующие разъемы: два разъема для контроллеров Super NES, слот для картриджа, двухскоростной CD-привод, композитные RCA разъёмы, S-Video, RFU разъем (аналогичный тому что у PlayStation SCPH-1001), проприетарный AV-разъём (аналогичный тому что у Super NES, Nintendo 64 и Game Cube), выход для наушников спереди, и серийный порт обозначенный NEXT, и один порт расширения снизу.
По словам Бена Хекендорна, система, вероятно, должна была быть такой же производительности, как и стандартная Super NES, но не такой мощной, как Sega CD.
| SYSTEM                                    | PC Engine CD-ROM² | Sega CD      | SNES-CD (SFX-100) |
| ----------------------------------------- | ----------------- | ------------ | ----------------- |
| CPU (МГц)                                 | 7.16              | 7.61         | 3.58              |
| Co-CPU (МГц)                              | N/A               | 4            | 2.048             |
| Bus Width (Бит)                           | 8                 | 16           | 8                 |
| Дополнительный просессор (МГц)            | N/A               | 12.5         | N/A               |
| Дополнительное видео                      | N/A               | Присутствует | N/A               |
| Дополнительный звук                       | CD                | ASIC+CD      | CD                |
| Скорость привода CD-ROM                   | 1x                | 1x           | 2x                |
| Основная оперативная память (КБ)          | 8                 | 64           | 128               |
| Видеопамять (КБ)                          | 64                | 64           | 64                |
| Аудиопамять (КБ)                          | 0                 | 8            | 64                |
| Расширенная оперативная память (KB)       | 64                | 512          | 256               |
| Расширенная видеопамять (КБ)              | 0                 | 256          | 0                 |
| Расширенная аудиопамять (КБ)              | 64                | 64           | 0                 |
| CD кэш (КБ)                               | 0                 | 16           | 32                |
| Дополнительная память (КБ) для сохранений | 0                 | 8            | 8                 |
| Общая оперативная память (КБ)             | 200               | 992          | 552               |

## Наследие
После неудачного контракта с Sony, Nintendo продолжила сотрудничество с Philips. Этот контракт предоставил Philips право включать персонажей Nintendo в несколько игр для своего мультимедийного устройства CD-i, но так и не привёл к появлению CD-привода к SNES. Те игры для CD-i были очень плохо приняты, и сама CD-i считается коммерческим провалом. Основной игрой в разработке для платформы SNES-CD была Secret of Mana от Squaresoft, чье запланированное содержимое было сокращено до размера, подходящего для картриджа, и выпущено на этом носителе.
Кэн Кутараги и Sony продолжили разрабатывать свою приставку, и выпустили PlayStation в 1994 году. Консоль, основанная на дисках, успешно конкурировала с Nintendo 64, использовавшей картриджи. Разрыв партнерства с Sony часто упоминается как ошибка со стороны Nintendo, которая создала грозного соперника на рынке видеоигр. Nintendo не выпускала консоль на базе оптического диска до выпуска GameCube в 2001 году.